# El Mostrador
El Mostrador es un periódico en línea chileno, fundado el 1 de marzo de 2000. Su actual director es Federico Joannon Errázuriz.

## Historia
El Mostrador fue lanzado el 1 de marzo de 2000 y es el primer diario exclusivamente digital de Chile. El 20 de noviembre de 2001 cerró bajo suscripción pagada parte de su contenido periodístico, pero a partir del año 2007 lo reabrió, en forma totalmente gratuita. A partir del año 2012 incluso sus bases de datos históricas son de acceso libre y gratuito.
En 2003 se convirtió en el primer diario digital de Chile en ser reconocido como tal por dictamen de la Superintendencia de Valores y Seguros, es decir, tiene estatus homólogo al de los medios de prensa escritos que se publican en papel, incluyendo la facultad de publicar avisos legales. Los medios de prensa de papel, encabezados por El Mercurio, presentaron un recurso de protección ante la Corte de Apelaciones de Santiago para que se revirtiera dicha decisión, lo que fue desestimado tanto por este tribunal como por la Corte Suprema en segunda instancia, sentando un importante precedente en la materia.
El periódico lanzó el 25 de mayo de 2010 un canal de televisión en línea, El Mostrador TV. Este canal además se encuentra disponible por la televisión digital terrestre de la ciudad de Santiago por el canal 26, la cual es posible sintonizar en el anillo de la Circunvalación Américo Vespucio.

## Organización
El Mostrador es propiedad de La Plaza S.A., su presidente es Germán Olmedo Acevedo, mientras que su vicepresidente es Federico Joannon Errázuriz. El editor general es Héctor Cossio López.

## Contenido
El sitio web de El Mostrador está organizado en las siguientes secciones:[cita requerida]
- Noticias: Noticias nacionales e internacionales, editorial y cartas al director, entre otras.
- Mercados: Noticias del ámbito económico.
- TV: Análisis, opinión y cartelera cultural en formato video.
- Cultura+Ciudad: Noticias del ámbito cultural.
- Vida en línea: Noticias del ámbito tecnológico y de internet.

## Incidentes
El 19 de marzo de 2010 El Mostrador publicó un reportaje que vinculaba al recién designado Gobernador de la Provincia del Biobío, José Miguel Steigmeier, con el círculo íntimo de Paul Schäfer, ex jerarca de Villa Baviera, y con una supuesta participación en casos de lavado de dinero. Frente a dicha información, el ministro del Interior Rodrigo Hinzpeter citó a Steigmeier al Palacio de La Moneda ese mismo día, decidiendo tras la reunión revocar su nombramiento para la gobernación del Biobío.
El 22 de abril de 2010 Mirko Macari dejó la dirección de El Mostrador debido a su nombramiento como director del diario La Nación. Sin embargo, presiones de la Unión Demócrata Independiente (UDI) hicieron al Gobierno de Sebastián Piñera revertir la decisión al día siguiente. El regreso de Macari a su puesto original en El Mostrador se hizo público mediante un comunicado del medio electrónico publicado el 23 de abril, bajo la consideración de que el alejamiento previo fue un acto voluntario y que el periodista satisfacía "plenamente los estándares de pluralismo, independencia y calidad que caracterizan a El Mostrador".